# Teisendorf
Teisendorf – gmina targowa w Niemczech, w kraju związkowym Bawaria, w rejencji Górna Bawaria, w regionie Südostoberbayern, w powiecie Berchtesgadener Land. Leży około 15 km na północny zachód od Bad Reichenhall, przy autostradzie A8, drodze B304 i linii kolejowej Monachium – Salzburg.

## Demografia
Dane o ludności z 31 grudnia 2008:
| Opis                                | Ogółem | Ogółem | Kobiety | Kobiety | Mężczyźni | Mężczyźni |
| ----------------------------------- | ------ | ------ | ------- | ------- | --------- | --------- |
| Jednostka                           | osób   | %      | osób    | %       | osób      | %         |
| Populacja                           | 9167   | 100    | 4602    | 50,2    | 4565      | 49,8      |
| Wiek przedprodukcyjny (0–17 lat)    | 1920   | 20,94  | 910     | 9,93    | 1010      | 11,02     |
| Wiek produkcyjny (18–65 lat)        | 5487   | 59,86  | 2704    | 29,5    | 2783      | 30,36     |
| Wiek poprodukcyjny (powyżej 65 lat) | 1760   | 19,2   | 988     | 10,78   | 772       | 8,42      |

## Polityka
Wójtem gminy jest Franz Schießl z FWG, rada gminy składa się z 20 osób.
|      | CSU | SPD | FWG | Zieloni | Razem |
| 2008 | 9   | 2   | 7   | 2       | 20    |
| 2002 | 10  | 3   | 5   | 2       | 20    |

## Osoby urodzone w Teisendorfie
- Tobias Regner - muzyk